# Xerus rutilus
Xerus rutilus е вид гризач от семейство Катерицови (Sciuridae). Видът не е застрашен от изчезване.

## Разпространение и местообитание
Разпространен е в Джибути, Еритрея, Етиопия, Кения, Сомалия, Танзания, Уганда и Южен Судан.
Обитава места със суха почва, храсталаци и савани в райони с тропически и субтропичен климат, при средна месечна температура около 24,4 градуса.

## Описание
На дължина достигат до 22,2 cm, а теглото им е около 317 g.
Популацията на вида е стабилна.